# Cis biarmatus
Cis biarmatus är en skalbaggsart som beskrevs av Mannerheim 1852. Cis biarmatus ingår i släktet Cis och familjen trädsvampborrare. Inga underarter finns listade i Catalogue of Life.